# 戸田亮
戸田 亮（とだ りょう、1988年9月4日 - ）は、東京都中野区出身の元プロ野球選手（投手）。右投右打。

## 経歴

### プロ入り前
小学生時代に、鷺宮スタージョーズで野球を始める。中野区立第八中学校時代に城西シニアに所属したが、控え二塁手に甘んじ、用具係も務めていた。
大成高校への進学後は一塁手や外野手を経験したが、レギュラーの座は獲得できず、公式戦にも代打を中心に5試合出場しただけだった。
高千穂大学への進学を機に投手へ転向すると、1年生の春に、東京新大学野球の2部リーグ戦で3勝0敗、防御率1.01を記録。その後はエースとして、チームの優勝（1部リーグ昇格）に2度貢献した。2部リーグでは、通算で15勝1敗という好成績を残し、1年秋と4年春に最多勝利・最多奪三振・最優秀防御率のタイトルを獲得。1部リーグでは、通算で7勝17敗で、2年秋には圧倒的な実力を誇っていた創価大を相手に延長10回完封勝利を飾る。3年秋と4年秋にチームの最下位（2部リーグへの降格）を経験した。
大学卒業後は、JR東日本へ入社。入社1年目には、春の公式戦から主に救援投手として登板したものの、チームが優勝した第82回都市対抗野球大会の本戦では登板機会がなかった。十亀剣に代わって先発陣の一角を担った2年目には、JABA長野県知事旗争奪野球大会でチームを準優勝へ導き、自身も敢闘賞を受賞した。当時の同僚だった川端崇義・縞田拓弥・吉田一将とは、後に入団するオリックス・バファローズでもチームメイトになっている。
2012年のドラフト会議で、オリックスから6巡目で指名。契約金3,000万円、年俸800万円（金額は推定）という条件で入団した。背番号は58で、指名後には、JR東日本の投手として第38回社会人野球日本選手権大会に出場。チームの準優勝に貢献した。

### プロ入り後
2013年には、フレッシュオールスターゲームには、ウエスタン・リーグ選抜の一員として救援で登板。二軍では公式戦38試合に登板。2勝2敗3セーブ、防御率3.56という成績を残した。また、9月13日の対東北楽天ゴールデンイーグルス戦（日本製紙クリネックススタジアム宮城）から全て救援で一軍公式戦5試合に登板した。
2014年には、ウエスタン・リーグ公式戦37試合に登板。2勝5敗4セーブ、防御率4.93を記録したが、一軍への昇格には至らず、2015年も一軍公式戦での登板機会がなかった。シーズン終了後の10月28日には、育成契約への移行を前提に、支配下選手契約を解除することを球団から通告。12月2日には、育成選手として契約し、背番号を125へ変更することが球団から発表された。
2016年には、ベースボール・チャレンジ・リーグの福井ミラクルエレファンツへ派遣された。派遣期間中の背番号は66で、オリックスの育成選手を期間限定で福井へ派遣する事例は、2013年の山崎正貴・稲倉大輝以来3年振り。福井では36試合に登板して3勝1敗9セーブ、防御率2.11の成績だった。
2017年も一軍での登板はなかったが、育成契約は更新された。
2018年は、宮崎春季キャンプスタート時の一軍メンバーに、チームの育成選手で唯一選ばれた。しかし支配下選手への再昇格はかなわず、10月4日に来季の契約を結ばない旨がオリックス球団から発表され、10月31日に自由契約公示された。

### プロ退団後
2019年に、福井県の強豪である繊維メーカーのセーレンの軟式野球部に入部。国民体育大会や天皇賜杯全日本軟式野球大会に出場している。

## 選手としての特徴・人物
野球の強豪校ではない高校時代まで「補欠」と扱われる生活が続いたことを背景に、試合への出場機会を求めて高千穂大学へ進学。監督代行の嶋田信敏からの指示によって、投手へ転向した。このような経緯から、オリックスと仮契約を結んだ際には、「自分には補欠の人の気持ちが最もよく分かっていると思う。『（強豪校出身の）エリートに負けてたまるか』という気持ちを忘れずに、プロ生活を送りたい」という言葉で意気込みを表した。
オーバースローによる最速152km/hのストレートが武器。スライダー、カーブ、ツーシームなどの変化球も投げられるが、精度は高くない。育成契約への移行を打診された頃から、従来から腕を少し下げた投球フォームに取り組んでいる。
オリックスへの入団1年目に出場したフレッシュオールスターゲームでは、自身と同じくウエスタン・リーグ選抜のメンバーに入っていたチームメイト・堤裕貴のユニフォームが、球団側の手違いで会場の秋田こまちスタジアムに届けられなかった。結局堤は、戸田のユニフォームを借りたうえで、関係者による承諾の下に三塁手としてスタメンで出場。しかし、6回表に戸田が予備のユニフォーム姿で救援投手として登板したため、「グラウンドに全く同じユニフォームを着た選手が2人いる」という異例の光景が見られた。

## 詳細情報

### 年度別投手成績
| 年 度     | 球 団      | 登 板 | 先 発 | 完 投 | 完 封 | 無 四 球 | 勝 利 | 敗 戦 | セ 丨 ブ | ホ 丨 ル ド | 勝 率 | 打 者 | 投 球 回 | 被 安 打 | 被 本 塁 打 | 与 四 球 | 敬 遠 | 与 死 球 | 奪 三 振 | 暴 投 | ボ 丨 ク | 失 点 | 自 責 点 | 防 御 率 | W H I P |
| --------- | ---------- | ----- | ----- | ----- | ----- | -------- | ----- | ----- | -------- | ----------- | ----- | ----- | -------- | -------- | ----------- | -------- | ----- | -------- | -------- | ----- | -------- | ----- | -------- | -------- | ------- |
| 2013      | オリックス | 5     | 0     | 0     | 0     | 0        | 0     | 0     | 0        | 0           | ----  | 26    | 5.1      | 9        | 0           | 2        | 0     | 0        | 3        | 0     | 0        | 5     | 4        | 6.75     | 2.06    |
| 通算：1年 | 通算：1年  | 5     | 0     | 0     | 0     | 0        | 0     | 0     | 0        | 0           | ----  | 26    | 5.1      | 9        | 0           | 2        | 0     | 0        | 3        | 0     | 0        | 5     | 4        | 6.75     | 2.06    |

### 独立リーグでの年度別投手成績
※出典はリーグウェブサイトの「2016年個人投手成績一覧」による。 
| 年 度     | 球 団     | 登 板 | 完 投 | 勝 利 | 敗 戦 | セ ｜ ブ | 勝 率 | 打 者 | 投 球 回 | 被 安 打 | 被 本 塁 打 | 与 四 球 | 与 死 球 | 奪 三 振 | 暴 投 | ボ ｜ ク | 失 点 | 自 責 点 | 防 御 率 |
| --------- | --------- | ----- | ----- | ----- | ----- | -------- | ----- | ----- | -------- | -------- | ----------- | -------- | -------- | -------- | ----- | -------- | ----- | -------- | -------- |
| 2016      | 福井      | 36    | 0     | 3     | 1     | 9        | .750  | 152   | 38.1     | 33       | 1           | 5        | 1        | 35       | 3     | 1        | 11    | 9        | 2.11     |
| 通算：1年 | 通算：1年 | 36    | 0     | 3     | 1     | 9        | .750  | 152   | 38.1     | 33       | 1           | 5        | 1        | 35       | 3     | 1        | 11    | 9        | 2.11     |

### 記録
NPB
- 初登板：2013年9月13日、対東北楽天ゴールデンイーグルス19回戦（日本製紙クリネックススタジアム宮城）、8回裏に3番手で登板、1回無失点
- 初奪三振：同上、8回裏に松井稼頭央から空振り三振

### 背番号
- 58（2013年 - 2015年）
- 125（2016年 - 2018年）
- 66（2016年） ※福井ミラクルエレファンツでの背番号

### 登場曲
- 所ジョージ「逆境ファイター」（2015年 - 2018年）